# سبات العضلة القلبية
سبات العضلة القلبية في طب القلب مصطلح يُشير لحالة عندما تظهر تشوهات للوظيفة الانقباضية في بعض أجزاء عضلة القلب. ويمكن تصوير هذه التشوهات باستخدام تخطيط صدى القلب، تصوير القلب بالرنين المغناطيسي، الطب النووي أو تصوير البطين القلبي